# Andreas Scharsius
Andreas Scharsius (Alsóbajom, ? – Berethalom, 1710. február 2.) ágostai evangélikus szuperintendens.

## Élete
Medgyesen nevelkedett; 1683 körül a wittenbergi egyetemen tanult. Hazájába visszatérve, a medgyesi iskola igazgatásával bízták meg és hét évi rektorsága alatt oly fényre emelte az intézetet, amilyen még később sem volt. 1694. július 26-án a muzsnai egyház választotta lelkészének; itt 1708-ig élt és egyszersmind az egyetemes lelkészi gyülekezet syndikusa is volt. Ugyanazon év február 2-án berethalmi lelkésznek és az ágostai evangélikus egyház szuperintendensének választották. 1710-ben a templomi szószéken szélütés érte.

## Művei
- Triadognwsian Primorum N. T. Fidelium. Ante Publicum Christi praeconium. Ex Cantici Mariae Consideratione Luc. I. v. 47–55. Praeside… Johanne Deutschmann… M.DC.LXXXV. Wittebergae
- Neuer und alter Almanach auf das Jahr 1689, auf Siebenbürgen gestellet von Andreas Scharsius, Mediens. Philo-Mathemat. et p. t. Scholae patriae Retor (Brassó)
- Disputationis Theologico-Logicae Solennioris Musis Mediensibus In Exordio anni paulo post nobis inuturi, qui Epochae Bedianae M. DC. XC. numerabitur. Praeside… Respondente vero Thoma Scharsio, dicto loco Logicae & Oratoriae Studioso. Strenae nomine dicandae. Theses de Mysterio S. S. Trinitatis, termino item homonymo, & per se apto incomplexo consentaneo, tam synonymico quam paronymico. Stephanopoli (Brassó)
- Positiones Theologico-dialecticae, de essentia Dei absolute considerata, et hanc consequentibus attributis; classibus item praedicamentalibus, disputatione solenniori in Gymnasio Mediensi, Praeside… Respondente Valentino Filkenio… 1690. Coronae
- Disputationis Theologico-Dialecticae, A Gymnasio Mediensi, Honori Novi sui Inspectoris, primum se invisuri, Stephani Gundhardi Ecclesiae hactenus Zabesiensis Antistitis vigilantissimi, Capituliq. Antesylvani Decani de Republ. Ecclesiastica jam olim preclare meriti… dicatae Theses De Attributis Dei Operativis, Termino item Incomplexo Dissentaneo, atq. Complexo. Qua Praeside… *curr. XCI. ventilabantur. Respondente vero Daniele Schullero. Uo.
- Disputatione Theologico-Dialectica Solenniori Circa Opera Divina in genere & creationem ac Providentiam in specie. Itemque: Enuntiationem ut sic, ejus partes, & harum proprietates. In Gymnasio Mediense Praeside… Respondente Simon Drauth… Ad diem 12. Octobr. labentis M.DC.XCIII. anni, in Auditorio sequentes defendet Theses. Uo.
- Üdvözlő- és gyászverseket írt: Syncharmata… Wittenbergae, 1683., Fabricius, Johannes, Die glücklich vollbrachte Reise… Uo. 1686. Karancsi, Nicolaus, Disputatio Theologica… Uo. 1686. és Vietoris, Michael, Mysterium Mysteriorum… Uo. 1686. cz. munkákba.
- Kézirati munkái: Privilegium et Acta Publica Ecclesiastica, két kötet; Ordinata Digestio Status Saxo-Ecclesiastici in Transsylvania, inde a tempore reformationis usque ad hodiernum diem continuata, cum appendice Censuum cathedraticorum, testamentorum, inventariorum, aliorumque ejusmodi Capitularum Fratribus incumbantium, vel percipiendorum… Adornata A. 1706. (Kivonata: Benkő, Milkovia I. 274. és következő lapokon), Compendium Actorum synodalium inde a reformationis tempore a Pastoribus Saxonicis Augustanae Confessionis invariatae in Transsylvania addictis consignatorum adornatum; Reltio de quorundam Pastorum Saxon. Cripto-Calvinismo; Privilegiorum Congeries in gratiam et benevolam animi contestationem erga Perill… D. Johannem Hosmanum a Rothenfels Sacr. C. R. M. Consiliar… adornata… (30 darab szabadalmi levél, többnyire az erdélyi szász clerus részére); Compendium Privilegiorum ecclesiasticorum (kivonat Filstich, Historia Ecclesiastica Transsilv.-ből, átvéve Benkő, Milkovia II. 344–349. l.).